# Steven Harwell
Steven Scott Harwell (ur. 9 stycznia 1967 w Santa Clara w Kalifornii, zm. 4 września 2023 w Boise) – amerykański muzyk, wokalista i autor tekstów. Był wokalistą, liderem i współzałożycielem zespołu Smash Mouth. Przed przystąpieniem do tej formacji był raperem w amatorskiej grupie F.O.S.

## Życiorys
Założył zespół Smash Mouth w 1994 roku wraz z Gregiem Campem, Paulem De Lisle’em i Kevinem Colemanem.
Jego ideałami muzycznymi byli Van Halen, The Waterboys i Elvis Presley.
Wystąpił w kilku reklamach w Stanach Zjednoczonych. Ponadto miał swój epizod w filmie Wyścig szczurów. Znalazł się również w obsadzie mającego emisję w 2006 roku szóstego sezonu reality show telewizji VH1 The Surreal Life.
Był żonaty z Michelle, z którą miał syna o imieniu Presley, zmarłego w 2001 roku w wieku sześciu miesięcy z powodu białaczki. W następstwie śmierci syna wraz z żoną założył fundację The Presley Scott Research Foundation for Leukemia, zajmującą się badaniami medycznymi nad białaczką u dzieci.
Przez znaczną część życia Harwell zmagał się z alkoholizmem. W 2013 roku zdiagnozowano u niego kardiomiopatię, zaś przed postawieniem diagnozy cierpiał m.in. na niewydolność serca i ostrą encefalopatię Wernickego.
Na początku października 2021 roku doświadczał problemów zdrowotnych z sercem, w związku z czym podczas kilku zagranych wówczas koncertów Smash Mouth zastępował go inny wokalista. 12 października 2021 roku, dzień po koncercie zespołu w Bethel w stanie Nowy Jork, na którym Harwell dopuścił się licznych kontrowersyjnych zachowań, wokalista ogłosił swoje odejście z zespołu.
Zmarł 4 września 2023 roku w swoim domu w mieście Boise w stanie Idaho z powodu niewydolności wątroby.